# Jakub Friteyre-Durvé
Jakub Friteyre-Durvé SJ, (fra.) Jacques Friteyre-Durvé (ur. 18 kwietnia 1725 w Marsac, zm. 2 września 1792 w Paryżu) – błogosławiony Kościoła katolickiego, męczennik, ofiara prześladowań antykatolickich okresu francuskiej rewolucji.
Wychowywany przez  jezuitów Jakub Friteyre-Durvé w 1742 roku wstąpił do Towarzystwa Jezusowego w Tuluzie. Działalność pedagogiczą podjął będąc już wyświęconym kapłanem, ucząc literatury i filozofii w różnych miastach Francji. Po sekularyzacji zakonu w 1762 roku, wyjechał do Państwa Kościelnego. W 1777 r. powrócił do ojczyzny na zaproszenie do wygłoszenia kazań w katedrze Notre Dame. Z nominacji króla Ludwika XVI został kanonikiem Saint-Denis. Przyłączając się do kongregacji misyjnej eudystów (CJM) zrezygnował z należnych mu preblend. Aresztowany został pod koniec sierpnia 1792 roku, odmówił złożenia przysięgi konstytucyjnej. Zamordowany został w klasztorze karmelitów 2 września 1792 roku dołączając do grupy 300 duchownych ofiar tak zwanych masakr wrześniowych. Opis męczeństwa znany jest z relacji zabójcy, który później nawrócił się na katolicyzm.
Wydał kazania wielkopostne, a zapamiętany został z posługi wśród katolików Paryża i sprzeciwu wobec prześladowań za przekonania religijne.
Dzienna rocznica śmierci jest dniem kiedy wspominany jest w Kościele katolickim.
Atrybutem Jakub Friteyre-Durvé  jest palma męczeństwa, zaś w Kościele katolickim wspominany jest w dzienną rocznicę śmierci.
Jakub Friteyre-Durvé znalazł się w grupie 191 męczenników z Paryża beatyfikowanych przez papieża Piusa XI 17 października 1926.